# Charles R. Eastman
Charles Rochester Eastman (* 5. Juni 1868 in Cedar Rapids; † 27. September 1918 in Long Beach) war ein US-amerikanischer Geologe und Paläontologe.
Eastman studierte an der Harvard University mit dem Bachelor-Abschluss 1891 und an der Johns Hopkins University mit dem Master-Abschluss 1892. Danach ging er an die Ludwig-Maximilians-Universität München, an der er bei Karl Alfred von Zittel promoviert wurde. In München hatte er sich mit dem Studium von fossilen Hai-Gebissen befasst und nach der Rückkehr nach Harvard spezialisierte er sich auf fossile Fische unter Louis Agassiz. Er lehrte in Harvard Geologie und Paläontologie und wurde dort Kurator am Museum of Comparative Zoology. 1910 wurde er Kurator am Carnegie Museum in Pittsburgh. Außerdem arbeitete er für den US Geological Survey in der Sektion Neuengland.
Als Paläontologe befasste er sich mit fossilen Fischen, zuerst vor allem Placodermi, dann Lungenfische und Fische mit Ganoidschuppen und schließlich rezente Fisch-Taxa.
Er war Fellow der American Association for the Advancement of Science.
Charles Rochester Eastman wurde noch im Gründungsjahr 1912 Mitglied der Paläontologischen Gesellschaft.
Er übersetzte die Grundzüge der Paläontologie von Karl Alfred von Zittel ins Englische und organisierte dessen Bearbeitung durch US-amerikanische Fachleute. Das Text-book of palaeontology wurde zu einem Standardwerk in den USA – die ersten beiden Bände kamen 1900 und 1902 heraus, der dritte 1925.
Er war ab 1892 mit Caroline A. Clark verheiratet, Tochter eines bekannten Herstellers von astronomischen Teleskopen, und hatte mit ihr einen Sohn.
Im September 1918 ertrank er bei Long Beach (Kalifornien) im Meer.

## Schriften (Auswahl)
- A Brief General Account of Fossil Fishes. In: Geological Survey of New Jersey. Annual Report of the State Geologist. 1904, ZDB-ID 742805-4, S. 29–66.
- The Triassic Fishes of New Jersey. In: Geological Survey of New Jersey. Annual Report of the State Geologist. 1904, S. 67–102.
- Triassic fishes of Connecticut (= State Geological and Natural History Survey of Connecticut. Bulletin. 18 = State of Connecticut. Public document. 47, ZDB-ID 403891-5). Printed for the State Geological and Natural History Survey, Hartford CT 1911, (Digitalisat).